# Jilm vaz v Michelském lese
Jilm vaz v Michelském lese je památný strom, který roste v Praze 4 jižně od rybníka Labuť při Kunratickém potoce na severozápadním okraji Kunraticko-Michelského lesa.

## Parametry stromu
- Výška (m): 31 (38 roku 2016)
- Obvod (cm): 358 (372 roku 2016)
- Ochranné pásmo: ze zákona
- Datum prvního vyhlášení: 05.06.2008
- Odhadované stáří: 190 (k roku 2016)[1]

## Popis
Strom má dlouhý rovný kmen, který je postupně tvořen několika větvemi a završen vějířovitou korunou. Hluboce brázditá borka kmene má výraznou síť lišt. Báze listů je nápadně asymetrická a zkosená. Jilmu jako dřevině lužních lesů svědčí jeho stanoviště u Kunratického potoka a jeho zdravotní stav je velmi dobrý.

## Památné stromy v okolí
- Javor mléč - v parku u Krčského zámku (památková ochrana zrušena)
- Lípa malolistá - na Vídeňské ve směru na Kunratice
- Sekvojovec obrovský - dva stromy východně ve směru na Roztyly

## Turismus
Okolo jilmu vede turistická značená trasa  6122 od metra C-Roztyly přes Kunratice a Šeberov do Průhonic.